# Chauncey Batho Dashwood Strettell
Sir Chauncey Batho Dashwood Strettell, britanski general, * 1881, † 1958.